# Броснахэн, Рэйчел
Рэ́йчел Эли́забет Бро́снахэн (англ. Rachel Elizabeth Brosnahan, род. 12 июля 1990) — американская актриса. Обладательница премии «Эмми» и двух «Золотых глобусов».

## Биография
Родилась в Милуоки, штат Висконсин, но выросла в Хайленд-Парке, штат Иллинойс, где окончила среднюю школу. Её тётей по отцовской линии была модельер сумок Кейт Спейд (1962—2018); её дедушка по отцовской линии, 89-летний Эрл Фрэнсис Броснахэн, скончался 20 июня 2018 года — через 15 дней после смерти его дочери Кейт и за день до её похорон.
В 2012 году она окончила школу искусств Тиш Нью-Йоркского университета. Между этим она начала свою карьеру на телевидении с появлений в «Хорошая жена», «C.S.I.: Место преступления Майами» и «Анатомия страсти». Её прорывом стала роль Рэйчел Поснер в сериале Netflix «Карточный домик» в 2013—2015 годах, которая принесла ей номинацию на премию «Эмми» в 2015 году.
В начале 2014 года играла второстепенные роли в сериалах «Чёрный список» и «Чёрный ящик». Позже в 2014 году она получила одну из центральных ролей в сериале WGN America «Манхэттен», а после ведущую роль в мини-сериале CBS «Хранительницы голубей».
В 2018 году за роль Мириам Мейзел в сериале «Удивительная миссис Мейзел» получила премию «Золотой глобус» за лучшую женскую роль в телевизионном сериале — комедия или мюзикл. В июле 2018 года за эту роль получила премию «Эмми» за лучшую женскую роль в комедийном телесериале. За второй сезон этого же сериала снова получила премию «Золотой глобус» за лучшую женскую роль в телевизионном сериале — комедия или мюзикл.
С 2016 года Броснахэн замужем за актёром Джейсоном Ральфом.

## Фильмография
| Год       |     | Русское название                  | Оригинальное название                | Роль                            |
| --------- | --- | --------------------------------- | ------------------------------------ | ------------------------------- |
| 2009      | ф   | Нерождённый                       | The Unborn                           | Лиза                            |
| 2009      | ф   | —                                 | The Truth About Average Guys         | Молли                           |
| 2010      | с   | Милосердие                        | Mercy                                | Саманта                         |
| 2010      | с   | Сплетница                         | Gossip Girl                          | девушка                         |
| 2010      | с   | Хорошая жена                      | The Good Wife                        | Кейтлин Фентон                  |
| 2010      | с   | Пациенты                          | In Treatment                         | девушка с пищевым расстройством |
| 2011      | ф   | Стремление к лучшему              | Coming Up Roses                      | Элис                            |
| 2011      | с   | C.S.I.: Место преступления Майами | CSI: Miami                           | Мелани Гарланд                  |
| 2012      | ф   | Норд-истер                        | Nor’easter                           | Эбби Грин                       |
| 2012      | кор | —                                 | Adrift                               | Алекс                           |
| 2013      | ф   | Прекрасные создания               | Beautiful Creatures                  | Женевьева Дюкейн                |
| 2013      | с   | Анатомия страсти                  | Grey’s Anatomy                       | Брайан Уэстон                   |
| 2013      | кор | —                                 | Care                                 | Дри                             |
| 2013      | с   | Оранжевый — хит сезона            | Orange Is the New Black              | маленькая Элли                  |
| 2013      | ф   | Сердцебиение Нью-Йорка            | A New York Heartbeat                 | Тамара                          |
| 2013      | кор | Мюнхгаузен                        | Munchausen                           | девушка                         |
| 2013—2015 | с   | Карточный домик                   | House of Cards                       | Рейчел Поснер                   |
| 2014      | кор | Типа                              | Basically                            | Шенди                           |
| 2014      | с   | Чёрный список                     | The Blacklist                        | Джолин Паркер / Люси Брукс      |
| 2014      | с   | Чёрный ящик                       | Black Box                            | Делайла Бьюкенен                |
| 2014      | с   | Что знает Оливия?                 | Olive Kitteridge                     | Патти Хоу                       |
| 2014      | ф   | —                                 | I’m Obsessed with You                | Нелл Фитцпатрик                 |
| 2014      | кор | —                                 | The Smut Locker                      | Джейми Уайт                     |
| 2014—2015 | с   | Манхэттен                         | Manhattan                            | Эбби Айзекс                     |
| 2015      | ф   | Джеймс Уайт                       | James White                          | Эллен                           |
| 2015      | с   | Хранительницы голубей             | Dovekeepers                          | Яэль                            |
| 2015      | ф   | Громче, чем бомбы                 | Louder Than Bombs                    | Эрин                            |
| 2016      | ф   | И грянул шторм                    | The Finest Hours                     | Беа Хансен                      |
| 2016      | ф   | Посредник                         | Burn Country                         | Сандра                          |
| 2016      | с   | Кризис в шести сценах             | Crisis in Six Scenes                 | Элли                            |
| 2016      | ф   | День патриота                     | Patriots Day                         | Джессика Кенски                 |
| 2017      | кор | —                                 | Vans                                 | Рейчел                          |
| 2017      | ф   | —                                 | Boomtown                             | Джейми                          |
| 2017—2023 | с   | Удивительная миссис Мейзел        | The Marvelous Mrs. Maisel            | Мириам «Мидж» Мейзел            |
| 2018      | кор | —                                 | Fifteen Years Later                  | Эми                             |
| 2018      | ф   | Перемены в воздухе                | Change in the Air                    | Рен                             |
| 2018      | док | Джозеф Пулитцер: Глас народа      | Joseph Pulitzer: Voice of the People | Нелли Блай                      |
| 2019      | мф  | Камуфляж и шпионаж                | Spies in Disguise                    | Венди Беккет                    |
| 2019—2021 | мс  | Елена — принцесса Авалора         | Elena of Avalor                      | принцесса Хлоя                  |
| 2020      | ф   | Игры шпионов                      | The Courier                          | Эмили Донован                   |
| 2020      | с   | 50 штатов страха                  | 50 States of Fright                  | Хизер                           |
| 2020      | ф   | Я твоя женщина                    | I’m Your Woman                       | Джин                            |
| 2022      | ф   | Умереть за доллар                 | Dead for a Dollar                    | Рейчел Прайс                    |
| 2025      | ф   | Новичок                           | The Amateur                          |                                 |
| 2025      | ф   | Супермен                          | Superman                             | Лоис Лейн                       |

## Награды и номинации
Полный список наград и номинаций — на сайте IMDB.com
| Награда                        | Год  | Категория                                                | Фильм                      | Результат |
| ------------------------------ | ---- | -------------------------------------------------------- | -------------------------- | --------- |
| Золотой глобус                 | 2018 | Лучшая женская роль в комедийном телесериале или мюзикле | Удивительная миссис Мейзел | Победа    |
| Золотой глобус                 | 2019 | Лучшая женская роль в комедийном телесериале или мюзикле | Удивительная миссис Мейзел | Победа    |
| Золотой глобус                 | 2020 | Лучшая женская роль в комедийном телесериале или мюзикле | Удивительная миссис Мейзел | Номинация |
| Эмми                           | 2015 | Лучшая приглашённая актриса в драматическом телесериале  | Карточный домик            | Номинация |
| Эмми                           | 2018 | Лучшая женская роль в комедийном телесериале             | Удивительная миссис Мейзел | Победа    |
| Эмми                           | 2019 | Лучшая женская роль в комедийном телесериале             | Удивительная миссис Мейзел | Номинация |
| Эмми                           | 2020 | Лучшая женская роль в комедийном телесериале             | Удивительная миссис Мейзел | Номинация |
| Эмми                           | 2023 | Лучшая женская роль в комедийном телесериале             | Удивительная миссис Мейзел | Ожидается |
| Премия Гильдии киноактёров США | 2015 | Лучший актёрский состав в драматическом телесериале      | Карточный домик            | Номинация |
| Премия Гильдии киноактёров США | 2019 | Лучшая женская роль в комедийном телесериале             | Удивительная миссис Мейзел | Победа    |
| Премия Гильдии киноактёров США | 2019 | Лучший актёрский состав в комедийном телесериале         | Удивительная миссис Мейзел | Победа    |
| Премия Гильдии киноактёров США | 2020 | Лучшая женская роль в комедийном телесериале             | Удивительная миссис Мейзел | Номинация |
| Премия Гильдии киноактёров США | 2020 | Лучший актёрский состав в комедийном телесериале         | Удивительная миссис Мейзел | Победа    |